# Coppa WSE 2018-2019
La Coppa WSE 2018-2019 è stata la 39ª edizione (la 1ª con la denominazione attuale) dell'omonima competizione europea di hockey su pista riservata alle squadre di club. Il torneo ha avuto inizio il 20 ottobre 2018 e si è concluso il 28 aprile 2019 con la disputa delle final four a Lleida.
Il titolo è stato conquistato dagli spagnoli del Lleida per la seconda volta nella loro storia sconfiggendo in finale gli italiani del Sarzana.
Il Lleida, in qualità di squadra vincitrice, e il Sarzana, come finalista del torneo, hanno avuto anche il diritto di partecipare alla Coppa Continentale 2019-2020.

## Squadre partecipanti
| Nazione    | Club            | Città                    | Qualificazione                                                       |
| ---------- | --------------- | ------------------------ | -------------------------------------------------------------------- |
| Austria    | Dornbirn        | Dornbirn                 | 1º nell'Österreichischer Meister 2018                                |
| Austria    | Wolfurt         | Wolfurt                  | 2º nell'Österreichischer Meister 2018                                |
| Francia    | Coutras         | Coutras                  | 6º in Nationale 1 2017-2018                                          |
| Francia    | La Vendéenne    | La Roche-sur-Yon         | 7º in Nationale 1 2017-2018                                          |
| Francia    | Mérignac        | Mérignac                 | 3º in Nationale 1 2017-2018                                          |
| Francia    | Nantes          | Nantes                   | 5º in Nationale 1 2017-2018                                          |
| Francia    | Noisy-le-Grand  | Senna-Saint-Denis        | 4º in Nationale 1 2017-2018                                          |
| Germania   | Darmstadt       | Darmstadt                | 7º in Rollhockey-Bundesliga nel 2017-2018, quarti di finale play-off |
| Germania   | Düsseldorf Nord | Düsseldorf               | 4º in Rollhockey-Bundesliga nel 2017-2018, finale play-off           |
| Germania   | Iserlohn        | Iserlohn                 | 6º in Rollhockey-Bundesliga nel 2017-2018, quarti di finale play-off |
| Germania   | Remscheid       | Remscheid                | 1º in Rollhockey-Bundesliga nel 2017-2018, semifinale play-off       |
| Germania   | Walsum          | Duisburg                 | 2º in Rollhockey-Bundesliga nel 2017-2018, quarti di finale play-off |
| Italia     | CGC Viareggio   | Viareggio                | 4º in Serie A1 nel 2017-2018, semifinale play-off                    |
| Italia     | Sarzana         | Sarzana                  | 9º in Serie A1 nel 2017-2018                                         |
| Italia     | Valdagno 1938   | Valdagno                 | 7º in Serie A1 nel 2017-2018, quarti di finale play-off              |
| Portogallo | Barcelos        | Barcelos                 | 6º in 1ª Divisão nel 2017-2018                                       |
| Portogallo | Juventude Viana | Viana do Castelo         | 7º in 1ª Divisão nel 2017-2018                                       |
| Portogallo | Sporting Tomar  | Tomar                    | 8º in 1ª Divisão nel 2017-2018                                       |
| Portogallo | Turquel         | Turquel                  | 9º in 1ª Divisão nel 2017-2018                                       |
| Spagna     | Caldes          | Caldes de Montbui        | 9º in OK Liga nel 2017-2018                                          |
| Spagna     | Girona          | Gerona                   | 7º in OK Liga nel 2017-2018                                          |
| Spagna     | Igualada        | Igualada                 | 6º in OK Liga nel 2017-2018                                          |
| Spagna     | Lleida          | Lleida                   | Detentore Coppa CERS e 5º in OK Liga nel 2017-2018                   |
| Spagna     | Voltregà        | Sant Hipòlit de Voltregà | 8º in OK Liga nel 2017-2018                                          |
| Svizzera   | Biasca          | Biasca                   | 1º in Lega Nazionale A nel 2017-2018, finale play-off                |
| Svizzera   | Diessbach       | Diessbach bei Büren      | 2º in Lega Nazionale A nel 2017-2018, semifinale play-off            |
| Svizzera   | Uri             | Seedorf                  | 4º in Lega Nazionale A nel 2017-2018, quarti di finale play-off      |
| Svizzera   | Uttigen         | Uttigen                  | 5º in Lega Nazionale A nel 2017-2018, quarti di finale play-off      |

## Risultati

### Primo turno
| Squadra 1      | Totale | Squadra 2       | Andata | Ritorno |
| -------------- | ------ | --------------- | ------ | ------- |
| Barcelos       | 5 - 14 | Nantes          | 5 - 4  | 0 - 10  |
| Coutras        | 8 - 6  | Remscheid       | 4 - 3  | 4 - 3   |
| Darmstadt      | 2 - 13 | Girona          | 1 - 6  | 1 - 7   |
| Dornbirn       | 2 - 15 | Juventude Viana | 2 - 5  | 0 - 10  |
| Igualada       | 20 - 1 | Uri             | 7 - 1  | 13 - 1  |
| Iserlohn       | 7 - 12 | Biasca          | 4 - 5  | 3 - 7   |
| La Vendéenne   | 7 - 11 | Diessbach       | 6 - 6  | 1 - 5   |
| Sarzana        | 11 - 5 | Noisy-le-Grand  | 8 - 2  | 3 - 3   |
| Sporting Tomar | 8 - 4  | Caldes          | 4 - 2  | 4 - 2   |
| Valdagno 1938  | 18 - 4 | Düsseldorf Nord | 11 - 2 | 7 - 2   |
| Walsum         | 8 - 9  | Turquel         | 4 - 4  | 4 - 5   |
| Wolfurt        | 15 - 8 | Uttigen         | 5 - 4  | 10 - 4  |

### Ottavi di finale
| Squadra 1       | Totale  | Squadra 2      | Andata | Ritorno |
| --------------- | ------- | -------------- | ------ | ------- |
| Biasca          | 11 - 15 | Valdagno 1938  | 5 - 6  | 6 - 9   |
| Girona          | 6 - 12  | Lleida         | 1 - 6  | 5 - 6   |
| Igualada        | 8 - 4   | Diessbach      | 4 - 1  | 4 - 3   |
| Juventude Viana | 4 - 6   | Voltregà       | 2 - 2  | 2 - 4   |
| Nantes          | 10 - 9  | Coutras        | 4 - 2  | 6 - 7   |
| Sarzana         | 9 - 7   | Sporting Tomar | 6 - 2  | 3 - 5   |
| Turquel         | 6 - 9   | CGC Viareggio  | 2 - 5  | 4 - 4   |
| Wolfurt         | 12 - 4  | Mérignac       | 10 - 0 | 2 - 4   |

### Quarti di finale
| Squadra 1     | Totale | Squadra 2     | Andata | Ritorno |
| ------------- | ------ | ------------- | ------ | ------- |
| CGC Viareggio | 8 – 9  | Valdagno 1938 | 5 – 5  | 3 – 4   |
| Nantes        | 6 - 13 | Lleida        | 3 - 5  | 3 - 8   |
| Sarzana       | 8 - 7  | Igualada      | 5 - 4  | 3 - 3   |
| Wolfurt       | 4 - 15 | Voltregà      | 1 - 8  | 3 - 7   |

### Final Four
Le Final Four della manifestazione si sono disputate presso il Pavelló Onze de Setembre a Lleida dal 27 al 28 aprile 2019.
|  | Semifinali    | Semifinali    | Semifinali |        |         | Finale  | Finale | Finale |  |
|  |               |               |            |        |         |         |        |        |  |
|  | Sarzana       | Sarzana       | 4          |        |         |         |        |        |  |
|  | Sarzana       | Sarzana       | 4          |        |         |         |        |        |  |
|  | Valdagno 1938 | Valdagno 1938 | 2          |        |         |         |        |        |  |
|  | Valdagno 1938 | Valdagno 1938 | 2          |        | Sarzana | Sarzana | 3      |        |  |
|  |               |               |            |        | Sarzana | Sarzana | 3      |        |  |
|  |               |               | Lleida     | Lleida | 6       |         |        |        |  |
|  | Lleida        | Lleida        | Lleida     | Lleida | 6       | 5       |        |        |  |
|  | Lleida        | Lleida        |            |        |         |         |        |        |  |
|  | Voltregà      | Voltregà      | 2          |        |         |         |        |        |  |